# Hr.Ms. K XVII (1933)
De Hr.Ms. K XVII was een Nederlandse onderzeeboot van de K XIV-klasse. De K XVII werd gebouwd door de Rotterdamse scheepswerf Wilton-Fijenoord. Net als alle andere K onderzeeboten werd de K XVII door het Nederlandse ministerie van Koloniën als patrouilleschip voor Nederlands-Indië aangeschaft.
Op 7 januari 1935 vertrok de K XVII samen met de K XVI vanuit Den Helder naar Nederlands-Indië waar ze op 26 maart 1935 arriveerden in Padang. Tijdens de tocht deden de onderzeeboten de volgende havens aan: Lissabon, Napels, Alexandrië, Aden en Colombo. Tijdens de vlootschouw op 6 september 1938 ter ere van het veertigjarige regeringsjubileum van koningin Wilhelmina was de K XVII een van de zes onderzeeboten die deelnamen aan deze vlootschouw.
Op de thuisreis naar de vlootbasis in Singapore, nabij Tioman in de Zuid-Chinese Zee, onder commando van de luitenant-ter-zee der eerste klasse Henri C. Besançon, zou de boot in een pas gelegd Japans mijnenveld zijn gelopen. De K XVII die zijn laatste contact met de thuisbasis nog op 19 december had, verging met haar gehele bemanning van 38 koppen. Een van de vermiste bemanningsleden was de 28-jarige Luitenant-ter-zee 2e klasse Gerhard Kruys, telg van een bekende marinefamilie.
Bij onderzoek in 2019 bleek dat de K XVII is in zijn geheel van de zeebodem is verdwenen. Slechts een afdruk in bodem geeft een aanwijzing dat het wrak aldaar heeft gelegen.

## Opgeofferd?
Volgens sir Christopher Creighton, een oud-officier van de Britse geheime dienst (sectie M5) is de boot echter door hem opgeblazen om ontdekking van de Japanse aanval op Pearl Harbor te voorkomen. De K XVII zou op 7 december 1941 een vloot van Japanse oorlogsschepen hebben ontdekt, die een zigzagkoers volgde. Gezagvoerder Besançon constateerde volgens Creighton terecht dat deze koers in rechte lijn 88 graden bedroeg en de oorlogsvloot naar Hawaï en Pearl Harbor zou voeren, achthonderd zeemijl verderop.
In de avond van 7 december 1941 is de K XVII met man en muis in de Stille Oceaan vergaan ten gevolge van sabotage door de Britse geheime dienst, zo verklaarde Creighton. Dit nieuws moest doelbewust achtergehouden worden, om er zeker van te zijn dat de Amerikanen bij de wereldoorlog betrokken werden. Men achtte het van essentieel belang dat de Nederlanders dit geheim meedroegen in de dood.
Creighton heeft volgens zijn eigen verklaring de K XVII persoonlijk opgeblazen op gezamenlijk bevel van Churchill en president Roosevelt en met noodzakelijke, moeizaam verkregen toestemming van koningin Wilhelmina. Nadat de K XVII was vernietigd, heeft Creighton volgens zijn verklaring de koningin persoonlijk verslag uitgebracht.
Naar aanleiding van Creightons bewering is de zoon van gezagvoerder Besançon op zoek gegaan naar het wrak van de onderzeeboot. Deze werd in 1982 positief geïdentificeerd aan de hand van het stuurwiel. Verder werd een gat in de romp aangetroffen die wees op een aanvaring met een zeemijn en niet op een explosie van binnenuit. 
In 1991 kwam Besançon in contact met de Japanse marineofficier Kitazawa. Deze zou met zijn schip de Tatsumiya Maru enkele dagen ervoor, op 6 december 1941, een mijnenveld in het gebied van de gezonken onderzeeboot hebben gelegd. Echter, omdat zij door een ander Nederlands schip ontdekt waren, zou de Tatsumiya Maru het mijnenveld niet geheel volgens het boekje hebben gelegd. En zo zou de K XVII op een Japanse mijn zijn gelopen.